# 金桥乡 (南昌市)
金桥乡，是中华人民共和国江西省南昌市新建区下辖的一个乡镇级行政单位。

## 起源
在1951年从蓬溪县高坪乡中分离建立,又因为地点在金马桥而取名为金桥乡。

## 行政区划
金桥乡下辖以下地区：
金桥街社区、金桥村、上埇村、华光村、清淇村、金山村、大观村、塘下村、罗坪村、东和村、大庄村、小桥村、三和村、虎庄村、凤咀村和蔷薇村。